# La traición (telenovela estadounidense)
La traición es una telenovela estadounidense grabada en Colombia producida por RTI Televisión para Telemundo en 2008. Está basada en el libro El caballero de Rauzán, del colombiano Felipe Pérez, y es protagonizada por Danna García y Mario Cimarro. Cuenta además con las participaciones antagónicas de Virna Flores, Rossana Fernández-Maldonado, Mónica Franco, Harry Geithner y Salvador del Solar, y con las actuaciones estelares de Michelle Vieth y César Mora. 
Inició sus emisiones el 29 de enero de 2008 a las 8pm/7c reemplazando a Madre Luna con episodios de 45 minutos. Llegó a su fin después de 106 capítulos siendo reemplazada por El juramento.

## Trama
Está enmarcada en San Marino de 1890. El personaje principal de la trama, Hugo de Medina, es un hombre millonario que sufre de catalepsia, enfermedad que le causó la muerte a su padre y que lo hizo ser enterrado vivo, por lo que Medina tiene miedo de sufrir ese mismo final.
Este hombre, a quien se considera misterioso y excéntrico, conoce a Soledad de Obregón, una mujer atractiva y de carácter inusual para la época,hija de Doña Esther y Don Lucas de Obregón, de quien llega a enamorarse y con quien se casa. Soledad está feliz con la boda, pero lo que no sabe es que su madre Esther aceptó que ella se casara para salvar su casa de una horrible deuda. Sin embargo, esto no llega a suceder ya que Hugo sufre un ataque de catalepsia justo antes de la boda, y al igual que su padre, es enterrado vivo. Inesperadamente, Hugo de Medina es salvado de la muerte por el matrimonio Burke, Guillermo y Helena, una pareja que vive de robar cadáveres para venderlos a un científico, el Doctor Max, que hace experimentos con ellos.
Como Soledad se entera de que está embarazada, es obligada por su familia a casarse con Alcides de Medina, hermano de Hugo quien oculta una personalidad resentida y envidiosa y está enamorado de Soledad desde hace mucho tiempo. Alcides, aún sabiendo la enfermedad que Hugo padecía, no hace ni dice nada sino que aprovecha la situación para casarse con Soledad con la supuesta excusa de salvarla de la deshonra de ser madre soltera. Sin embargo, Alcides, al quedarse con la fortuna de Hugo, también pretende hacerse dueño de la hacienda Montenegro que perteneció al difunto Jeremías Montenegro, cuya esposa, Rebeca, lo asesinó dándole una droga para que confesara donde tenía su tesoro; al no hacerlo, Rebeca lo arrojó por las escaleras. Pero el señor Montenegro dejó su fortuna a su empleado de confianza, Enrico.
Cuando Hugo regresa al pueblo, descubre que Soledad y Alcides han contraído matrimonio. Desconoce el embarazo de Soledad y no logra entender el motivo por lo que se siente traicionado. En este momento, decide vengarse de ambos. Hugo hace que Soledad sea internada en un hospital psiquiátrico donde la ayudan a escapar Eloísa, una joven maliciosa sobrina de Rebeca que se aprovecha de los hombres incluyendo Alcides y amante del periodista Francisco. 
Soledad les explica a Eloísa y Francisco que ha estado viendo a Hugo y descubre que su mayordomo llamado Boris está casado con la arrogante Marina y tiene algo que ver con la aparente muerte de Hugo. Por otro lado, le quita la mitad de la herencia que le corresponde a su hermano Alcides. Ya que su hermano Hugo transfiere toda su fortuna, dejándolo a golpes con Arturo de Linares, un malvado hombre de negocios que odia a Hugo por creer que él violó a su hermana, Beatriz, quien realmente fue violada por Alcides a quien le debe mucho dinero. 
Hugo y Alcides quedan atrapados en una mina ya que Alcides se hizo pasar por Hugo y los Burke, Guillermo y Helena lo confundieron revelándoles a Soledad y a Alcides que Hugo está vivo. Hugo se salva pero Alcides queda atrapado. Hugo decidido a irse del pueblo visita a Soledad por última vez. Entra en su cuarto y la encuentra dormida, cuando Hugo se trata de ir de la habitación, Soledad despierta, creyendo y diciendo que es un sueño y pidiéndole el perdón y un beso. Al principio Hugo no pudo y trató de irse, pero Soledad lo detiene y le vuelve a pedir el beso. Hugo, aún no queriendo la besa y por poco se acuesta con Soledad, si no hubiera vuelto a recordar la traición sufrida.
Hugo se marcha y luego, días después, llega la tía Antonia, una mujer muy estricta, tía de Soledad y hermana de Don Lucas. Hugo decide irse de la ciudad pero en el camino se encuentra con Fabio, un hombre casi tan malévolo como Arturo de Linares, Fabio no está solo esta con Beatriz. Hugo escapa con Beatriz y entonces cuando todo parece marchar bien Fabio aparece y sin querer le dispara a Beatriz, Hugo se lleva a Beatriz al hospital y donde se hace amigo del Doctor quién cree que se llama Sebastián Montes y Beatriz, Rita. Después Hugo se va a casar con Beatriz pero Fabio la secuestra. 
Enrico, exempleado de Jeremías Montenegro, se hace amigo de Soledad y le regala una orquídea azul, que se supone puede curar a Hugo de su enfermedad.  Aunque sus padres, Doña Esther, Don Lucas y tía Antonia no estén de acuerdo con su amistad, Enrico en apariencia se enamora de Ursula. La tía Antonia cuando se da cuenta de que esa orquídea azul es de Enrico la maltrata y dice haberla destruido. Pero Soledad y Ursula no la dejan morir. La tía Antonia trata de quemar la ropa de la bebe de Soledad, pero cuando Soledad la trata de salvar, se le quema un poco el vestido y después de a verlo apagado empieza a darle dolores en el vientre. Hugo recibe la noticia y en una visión cree y dice que Soledad va a perder a su hija. 
Cuando el Doctor Max llega a examinarla, le dice que ya no se puede hacer nada, que la bebé está muerta y tiene que sacarla para no dañar a Soledad pero ella se resiste. Poco después el bebé vuelve a reaccionar, en ese momento el Doctor Max se da cuenta de que la bebé puede sufrir catalepsia igual que Hugo de Medina. Tiempo después Hugo se encuentra con el Doctor Von Sirak(Padre)y deciden volver al pueblo para salvar a la hija de Soledad. Al llegar a la estación de tren, Soledad se encuentra con el doctor y le habla del parto de su hija a lo que el doctor decide ayudarla, pero en ese momento Soledad va en busca de Hugo al que ella creía haber visto. El Doctor Max también llega al lugar y mata al Doctor Von Sirak con su espada dejándolo tirado en el piso. En el bosque Hugo y Soledad se encuentran pero ella empieza a tener contracciones y Hugo la lleva con el Doctor Max. Después de haber tenido la bebé, Aurora, Hugo se hace pasar por Alcides, su hermano gemelo, y así poder vengarse de todos los que le hicieron daño, empezando por Soledad quien él creía que lo había traicionado con su hermano. Planea enamorarla para después abandonarla y dejarla. En cuanto a sus enemigos, los hace que inviertan en una supuesta mina de oro la cual tenía oro en polvo que él había mandado a echar. Paulatinamente, Soledad se va dando cuenta que Alcides tiene la misma personalidad de Hugo.
Michelle Phillips, una millonaria que también había sufrido catalepsia, lee en un periódico que la hija de Alcides de Medina, Aurora también sufría esta enfermedad y decide ir a la ciudad para ayudarla junto con su mayordomo Andrés y Daniel Von Sirak, hijo del doctor Von Sirak.
Arturo de Linares les paga a los trabajadores para que apuren el trabajo de la mina, pero lo único que logró fue que la mina se derrumbara con Hugo y Soledad adentro. Ambos sobreviven y Soledad toma la decisión de irse de al lado de Alcides(Hugo)pero él la detiene, ella le explica que ni ella ni Alcides fueron amantes que se tuvo que casar con Alcides obligada por su madre y que Aurora, es hija de Hugo de Medina.
En una cabaña apartada en el bosque, Beatriz que ha perdido la razón, mantiene a Alcides esposado y torturándolo, confundiéndolo con Hugo, pero finalmente Alcides se libera, agarra una navaja y le corta el cuello a Beatriz, escapa de la cabaña y la quema con Beatriz dentro. 
Mientras Alcides estaba agonizando, un hombre le salva la vida y le enseña técnicas de defensa, además le dice donde esta el tesoro del fallecido hacendado Jeremías Montenegro. Cuando encuentra el gran tesoro escondido debajo de la casa de los Obregón, Alcides decide hacer una fiesta en honor a Soledad, mientras ella toma la decisión de darse una oportunidad con Alcides sin saber que en realidad era Hugo y que era el verdadero Alcides quien organizaba la fiesta.
Mientras estaban todos en la fiesta, Hugo decide decirle la verdad a Soledad pero en ese momento aparece un carruaje, en el cual viajaba Alcides que se baja y quedan todos sorprendidos con su llegada. Soledad en su ingenuidad piensa que es Hugo, pero cuando se acerca a él se da cuenta de su error y Hugo aprovecha para confesar que él se hizo pasar por su hermano todo este tiempo. Soledad indignada con los dos hermanos se va de la fiesta y les dice que no los quiere volver a ver nunca más. 
Cuando los inversionistas de la mina se dan cuenta de que Hugo de Medina los traicionó, haciéndose pasar por otra persona, deciden denunciarlo a las autoridades y es encarcelado, además de saquearle su vivienda. Soledad, Michelle Phillips y Daniel Von Sirak se ponen de acuerdo para ir a rescatarlo, ya que Hugo no puede estar en lugares cerrados. Soledad, Michelle y Von Sirak hacen lo posible por sacarlo por la parte de atrás de la comisaría donde está detenido y lo consiguen, pero temen que esté muerto.
El Doctor Max le revela a Arturo de Linares que su hermana Beatriz fue quemada viva y Arturo encara a Alcides en el bosque por haber matado a Beatriz, Alcides lo deja inconsciente y lo lleva a una vieja cabaña donde le amarra de una mano y enciende una mecha que lleva un barril de pólvora para matarlo. Alcides se va del lugar, pero Arturo en un intento desesperado se corta la mano con un hacha que había encontrado allí, casi muere desangrado pero el Doctor Max le salva la vida, aunque perdió la mano por completo.
Daniel Von Sirak le dice a Soledad que tiene la muestra de la medicina que su padre le inyectó a Michelle Phillips para curarla de la catalepsia pero no sabía si Hugo de Medina tenía el mismo compuesto en la sangre que salvó a Michelle. Soledad, le inyecta la muestra a Hugo y este reacciona favorablemente. Hugo de Medina es llevado a casa de Soledad para esconderlo de los inversionistas y de la policía, pero su hermano Alcides lo encuentra y lo lleva al sótano de la casa Obregón, dónde está el tesoro para esconderlo de las personas que habían llegado a la casa de Soledad y luego lo lleva a su casa.
Daniel Von Sirak va al laboratorio del Doctor Max para analizar la sangre de Aurora pero se da cuenta de que la niña no tiene el mismo componente que Hugo y Michelle tenían en la sangre y que los sanó de la catalepsia. En ese momento, llega la policía y arresta a Hugo. En el juicio posterior, Hugo de Medina se declara culpable y afirma que está dispuesto a vender sus propiedades para pagar sus deudas. Alcides de Medina interviene en el juicio y les dice a las autoridades que él pagará las deudas de su hermano para que lo dejen en libertad. Sin embargo, faltaba otra denuncia en su contra, hecha por Marina, esposa de Boris, el mayordomo de Hugo de Medina, quien lo acusaba de intento de homicidio, además de responsabilizarlo por la pérdida de su hijo.
Ante esta nueva denuncia, Hugo de Medina es condenado a la horca, pero Alcides le da a entender al Juez de la causa que no hay pruebas contundentes para acusarlo y sentenciarlo a la pena de muerte, pero el Juez se niega a escucharlo y da la orden para que sea ejecutado al otro día, antes de salir el sol. Mientras en un hospital, Don Lucas mientras agoniza, le dice a Soledad que no es su hija, sino de Jeremías Montenegro. Esther de Obregón, esposa de Lucas, le dice toda la verdad a Soledad, añadiendo que aunque ella y Jeremías Montenegro si habían sido amantes, ella sí era hija de Lucas y queriendo darle una vida digna a Soledad, le inventó a Jeremías que Soledad era su hija. 
Arturo habla con el Dr. Max y el Dr. Max le revela que él fue quien mató al Doctor Von Sirak (Padre) y Von Sirak lo escucha y jura vengarse. Soledad visita a Hugo en prisión, mientras Rebeca descubre a Eloísa y Francisco con el mapa del tesoro de Jeremías. Hugo le pide a Soledad ver a su hija por última vez y Rebeca pelea con Eloísa. Arturo trata de seducir a Margot, la camarera de la taberna, pero a Margot no le interesa él. Michelle lleva a Aurora con Hugo, por petición de Soledad y Michelle le confiesa a Hugo su amor por él, mientras Margot le dice a Arturo que ella quiere cambiar (por amor a Hércules). Mientras tanto, Von Sirak amenaza con lanzar al vacío el armario donde el Dr. Max tiene a su esposa Eva muerta sumergida en líquido para en el futuro poder revivirla. Cuñado estaban en la ejecución de la sentencia, Soledad huye para no ver la escena pero Boris salva a Hugo, disparando y cortando la cuerda. El Dr. Max revela que quería usar a Aurora para hallar la cura de la catalepsia, mientras Rebeca llega a casa de los Obregón, buscando el tesoro y se topa con Úrsula. El Dr. Max sostiene el armario al borde del vacío, tratando de salvarlo, pero entonces el Dr. Max se tira junto con el armario y cae, muriendo instantáneamente. Boris declara ante todos que Hugo era inocente. Gracias a esta confesión, el Juez deja absuelto a Hugo de los cargos y queda libre, a lo que Eloísa convence a Marina de intentar escapar ya que descubrirían su mentira y Von Sirak informa a los Obregón que Don Lucas quedó inválido producto del ataque que sufrió. Rebeca regresa la mansión Montenegro y Francisco le dice que el tesoro está afuera de la casa Obregón, por lo que Rebeca decide volver a la casa. 
Arturo descubre a Hércules y Margot, mientras Eloísa y Francisco se besan, pero Marina los ve y amenaza con decirle a la policía que también Eloísa es culpable. Rebeca ve a Alcides en la entrada al tesoro y el Juez llega a interrogar a Eloísa, Marina descubre el dinero que le robaron a Hugo de la mina y el Juez pregunta a Eloísa por el paradero de Marina, pero Eloísa dice no saber dónde está. Alcides saca un poco del tesoro y se va, mientras Von Sirak le revela a Michelle que mató al Dr. Max. Mientras tanto, Rebeca encuentra el tesoro debajo de la casa de los Obregón y se emociona, pero accidentalmente acciona una trampa para intrusos y se clava una flecha en el estómago y agoniza en el suelo. 
Alcides llega debajo de la casa de los Obregón y encuentra a Rebeca agonizando. Von Sirak le dice a Michelle que el Dr. Max mató a su padre, mientras Eloísa decide que Marina se quede en la mansión. Alcides lleva a Rebeca al laboratorio del Dr. Max, pero no sabía que este había muerto y Rebeca le dice a Alcides que Soledad es hija de Jeremías y muere. Michelle consuela a Von Sirak por lo ocurrido, y Arturo trata de acostarse con Margot pero no puede. Hugo y Boris deciden empezar trabajar en espadas y metales, y luego Hugo sale a buscar a Soledad. Un abogado lleva a dar el testamento a Guillermo Burke de su recién fallecido padre, mientras Margot consuela a Arturo por su pesar. El cuerpo de Rebeca está en la mansión, Eloísa lo ve y se altera, pensando que Alcides la mató. Hugo se encuentra a Soledad y le explica que Boris lo salvo, pero Soledad sigue molesta por su traición. Alcides le cuenta a Eloísa que Rebeca encontró em tesoro, pero cayó en una trampa y Francisco descubre a Marina tratando de robar el dinero de Hugo. Hércules furioso se enfrenta a Arturo por Margot, mientras Hugo le pide a Soledad otra oportunidad. Hércules descubre que Arturo sólo tiene una mano, mientras Soledad le dice a Hugo que aprendió a vivir sin él. Margot le explica a Hércules que no paso nada entre Arturo, ya que él es impotente. Michelle le ofrece su ayuda a Hugo, mientras Von Sirak le dice a Soledad que su padre no volverá a caminar. Alcides lleva el cuerpo de Rebeca al laboratorio del Dr. Max para que cargue con la culpa, mientras Margot renuncia a Omar, dueño del bar, para irse con Hércules. Tía Antonia visita al Dr. Max y descubre el cuerpo de Rebeca, mientras Eloísa está desesperada. El juez y los oficiales llegan y le informan a Eloísa y Francisco que Rebeca ha muerto. Soledad agradece a Michelle que ella y Daniel intenten salvar a Aurora, mientras el Juez culpa al Dr. Max de la muerte de Rebeca y tía Antonia le cuenta a Esther y Alcides lo de Rebeca. Michelle elogia a Soledad por su valentía y Margot y Hércules disfrutan juntos, Antonia se rehúsa a creer que Max sea un asesino y Soledad le dice a Michelle que puede ser feliz con Hugo. Antonia le revela a Esther que Rebeca era la Dama Misteriosa del bar y la amante de Don Lucas, conmocionado a Esther y luego cuestiona a Von Sirak sobre el Dr. Max hasta que Michelle interviene.

## Final
Soledad rechaza a Von Sirak, diciéndole que ama a Hugo, dejando a Von Sirak destrozado. Elías Manrique felicita a Antonia, disfrazada de George por tocar el piano en el bar de Francisco y le revela que Antonia le atrae. Mientras la madre de Arturo descubre que a Arturo le falta una mano, Francisco paga a Manuela, exesposa de Von Sirak, por su trabajo en el bar, pero Eloísa le dice que Manuela le da mala espina. Arturo le revela a su madre que Alcides mató a Beatriz y su madre entra en shock, trastornada, creyendo que Beatriz si regresara, mientras Eloísa le dice a Francisco que si Alcides continúa con su obsesión por Soledad acabará mal. En la mansión Montenegro, Alcides alucina con Soledad y decide que si Soledad no es para él no será para nadie. Úrsula le cuenta a Soledad de la traición de Boris con Marina y Soledad decide encarar a Marina. Al día siguiente, Arturo encuentra a su madre muerta en la sala con unas pastillas y jura matar a Alcides. Francisco reúne dinero, creyendo que así Eloísa se casara con él, pero el Juez y unos oficiales llegan para informar que encontraron el cuerpo de Devora, pero en ese momento encuentran el cuerpo de Manuela, muerta con una marca de gancho como tenía Devora y arrestan a Francisco. En la mansión Montenegro, Alcides informa a Hércules de la nueva misión y manda a Eloísa a buscar parte del tesoro para escapar. Soledad, la bebé Aurora y Úrsula llegan buscando a Marina, pero Alcides informa que Marina tiene un romance con Hércules, no con Boris asegurando la protección de Soledad y que Marina recibirá lo que merece, además de que Soledad se va a ir de la casa con él. Hércules visita a Margot pero Margot lo cachetea, por creer que estuvo con Marina y Hércules dice que vino a despedirse, se irá con Alcides que quiere secuestrar a Soledad. En su casa, Arturo toma una pistola, mientras Alcides informa que Eloísa llegará pronto, Soledad quiere irse pero Alcides le dice que la única forma de que ella salga sin él es que él muera, ya que se comprometió con Hugo. Hugo y Boris ganan mucho dinero por sus espadas, pero Margot llega e informa que Alcides pretende secuestrar a Soledad, llevársela de San Marino y le pide que salve a Soledad y a Hércules. Marina visita a Arturo para darle información por dinero, diciéndole que Alcides la corrió y pretende llevarse a Soledad y quiere su paga por eso, pero ve a la madre de Arturo muerta y Arturo con su mano de gancho mata a Marina, recordando como también mató a Devora y a Manuela. Mientras tanto, Eloísa llega a la casa de los Obregón, cuando Elías Manrique busca a tía Antonia para que le enseñe a tocar el piano, ya que tiene una enfermedad que lo matará y es su sueño tocar el piano. Alcides detiene a Hugo y a Boris, que intentaban entrar a la mansión y Hércules los amarra. Mientras Eloísa esta en la bóveda del tesoro jugueteando con la espada de Michelle y burlándose de ella, sin querer con la espada acciona la trampa que Alcides puso contra intrusos y se le incrusta una flecha en el estómago. Alcides decide irse ya que Eloísa se demoró, pero Hércules deja suelta la cuerda que amarra a Hugo y Boris y le deja la pistola a Hugo. Antonia acepta enseñarle piano a Elías Manrique y llega Von Sirak, buscando a Soledad, pero Esther avisa que hay una mujer pidiendo ayuda en el cuarto de Soledad. Eloísa agonizando no alcanza a cerrar la bóveda cuando llega Von Sirak y los Obregón, Eloísa agonizando revela que Michelle está abajo y suplica a Von Sirak que no la deje morir, pero en ese instante Eloísa muere en sus brazos. Alcides, Hércules, Soledad, Úrsula y Aurora están afuera de la mansión y Alcides a la fuerza besa a Soledad, Soledad le da una cachetada pero Alcides la vuelve a besar, pero en eso llega Arturo y le da 2 disparos a Alcides, uno a Hércules y cuando iba a matar a Soledad, a Aurora y a Úrsula, Hugo le dispara por detrás y Alcides estando en el suelo también le da varios disparos y Arturo muere. Hugo y Soledad se acercan a Alcides desangrándose, Alcides besa de nuevo a Soledad y muere. A Aurora le da un ataque de catalepsia y todos corren a la cámara de Hugo para sanarla. El juez, Von Sirak y los Obregón descubren que el tesoro de Jeremías le pertenece a Soledad, pero Boris llega avisándole a Von Sirak que Aurora está mal. Von Sirak llega a la mansión Montenegro y dice que necesita a Hugo para salvar a Aurora, pero si el proceso falla ambos (Hugo y Aurora) podrían morir y Hugo acepta hacer lo necesario para salvar a su hija. 
5 años después, Soledad le escribe una carta a Von Sirak felicitándolo por su matrimonio, contándole de las novedades en San Marino: Úrsula y Boris se casaron y tuvieron 2 hijos, el negocio de espadas de Hugo y Boris próspero internacionalmente, Margot compró la taberna y la opera junto a Hércules, Doña Esther y Don Lucas se olvidaron de sus diferencias y siguieron juntos, todos los años visitan la tumba de Michelle, ya que fue terrible para todos enterarse de que murió a manos de Alcides y en cuanto a ella donó la herencia de Jeremías a la caridad, ya que ese dinero no le pertenecía por no ser hija de Jeremías y ella (Soledad) y Hugo están felices, Aurora se sano completamente y tuvieron otro hijo al que llamaron Hugo, que nació sanó y quedaron felices en la hacienda Montenegro, disfrutando de sus hijos y de lo más importante, su Amor. Olvidando por completo La Traición.

## Elenco
- Danna García como Soledad De Obregón.
- Mario Cimarro como Hugo De Medina. / Alcides De Medina.
- Virna Flores como Eloísa Renán.
- César Mora como Guillermo Burke.
- Harry Geithner como Francisco / Paco / Paquito.
- Salvador del Solar como Arturo de Linares.
- Rossana Fernández-Maldonado como Beatriz de Linares.
- Mónica Franco como Rebeca Montenegro.
- Victoria Góngora como Helena Burke.
- Luz Stella Luengas como Esther de Obregón.
- Germán Rojas como Lucas de Obregón.
- Ismael La Rosa como Daniel Von Sirak.
- Michelle Vieth como Michelle Phillips.
- Flavio Peniche como Boris Monsalve.
- Natalia Giraldo como Tía Antonia De Obregón.
- Liliana Salazar como Marina de Monsalve.
- Sergio González como Doctor Max.
- Indhira Serrano como Úrsula.
- Tiberio Cruz como Hércules.
- Ricardo Saldarriaga como Juez. / Amigo de Hugo.
- Alejandro Sabogal como Ismael.
- Diego Camacho como Danilo.
- René Figueroa como Arturo.
- Esmeralda Pinzón como Irasema.
- Tommy Vásquez como Fabio.
- Andrés Martínez como Pablito.
- Tania Fálquez como Madre de los hermanos Medina.
- Bastián Madiedo como Samuel.
- Javier Zapata como Matías.
- César Vargas como Gregorio.
- Óscar González.
- Mauricio Bravo como Alberto.
- Sigifredo Vega como Dueño del bar.
- Juan Carlos Bedoya como Sinfín.
- Laila Viera como Luana.
- Luis Fernando Bohórquez como Armando De Medina.
- Alberto Sornosa como Mameluco.
- Juan Carlos Arboleda como Zacarías.
- Eduardo Carreño como Chema.
- Diego Giraldo como Macario Montes.
- Paulo Quevedo como Vladimir Cuencas.
- Fernando Corredor como Abogado.

## Producción
- Basado en el libro de:Felipe Pérez González.
- Adaptación:José Fernando Pérez.
- Escrito por:Roberto Stopello.
- Libretistas:José Fernando Pérez, Claudia Rojas, Aída Naredo y Lina Serrano.
- Dirección de Arte:Gabriela Monroy.
- Dirección de Fotografía:Eduardo Carreño.
- Vestuario:Manuel Guerrero.
- Escenografía:César Chaparro
- Ambientación: Claudia Carvajal
- Maquillaje: Alfredo Salamanca
- Fotografía Exteriores: Alfredo Zamudio
- VP de Talento: Joshua Mintz
- Dirección de Cámaras: César Contreras y Felipe Santoque
- Música Original: Nicolás Uribe, Oliver Camargo y José Carlos María
- Musicalización: Alejandro Díaz
- Interprete Tema Entrada: Salvatore Casandro y Paola Vargas
- Edición: Alba Merchan Hamann
- Jefe de Producción: Andrés Santamaría
- Dirección: Santiago Vargas y Agustín Restrepo
- Productor Ejecutivo: Hugo León Ferrer

## Versiones
- "La traición" es la segunda versión de "El caballero de Rauzán", hecha por R.T.I. Televisión en 1978. Fue dirigida por Luís Eduardo Gutiérrez y protagonizada por Ronald Ayazo y Judy Henríquez.
- En el 2000, la misma productora realiza, en coproducción con Caracol, su primera versión llamado solamente "Rauzán". Fue protagonizada por Osvaldo Ríos y Susana Torres.
- Fue retransmitida por la cadena Telesistema en la República Dominicana de lunes a viernes a las 7 de la noche. Se estrenará muy pronto en Telemundo Estados Unidos en horario de las 7 de la noche.